# Bretton Woods
Bretton Woods è una località dipendente dal comune di Carroll, nello stato del New Hampshire (USA), i cui principali punti di interesse sono le attrazioni e i divertimenti.

## Storia
È circondata dalla Foresta Nazionale delle Montagne Bianche, ha una buona vista sul Monte Washington, ed è sede del Mount Washington Hotel. In tale albergo si svolse nel 1944 la Conferenza di Bretton Woods, che portò alla creazione della Banca Mondiale e del Fondo Monetario Internazionale (FMI). Il sistema economico generato da tale conferenza si concluse nel 1971 per mano del presidente americano Richard Nixon, con la decisione di disancorare il dollaro dall'oro, ponendo fine al Gold Exchange Standard.